# چارلز الیوت
چارلز الیوت (انگلیسی: Charles Eliot; ۱ نوامبر ۱۸۵۹ – ۲۵ مارس ۱۸۹۷) معمار منظر اهل ایالات متحده آمریکا بود.